# Barbara Young, Baroness Young of Old Scone

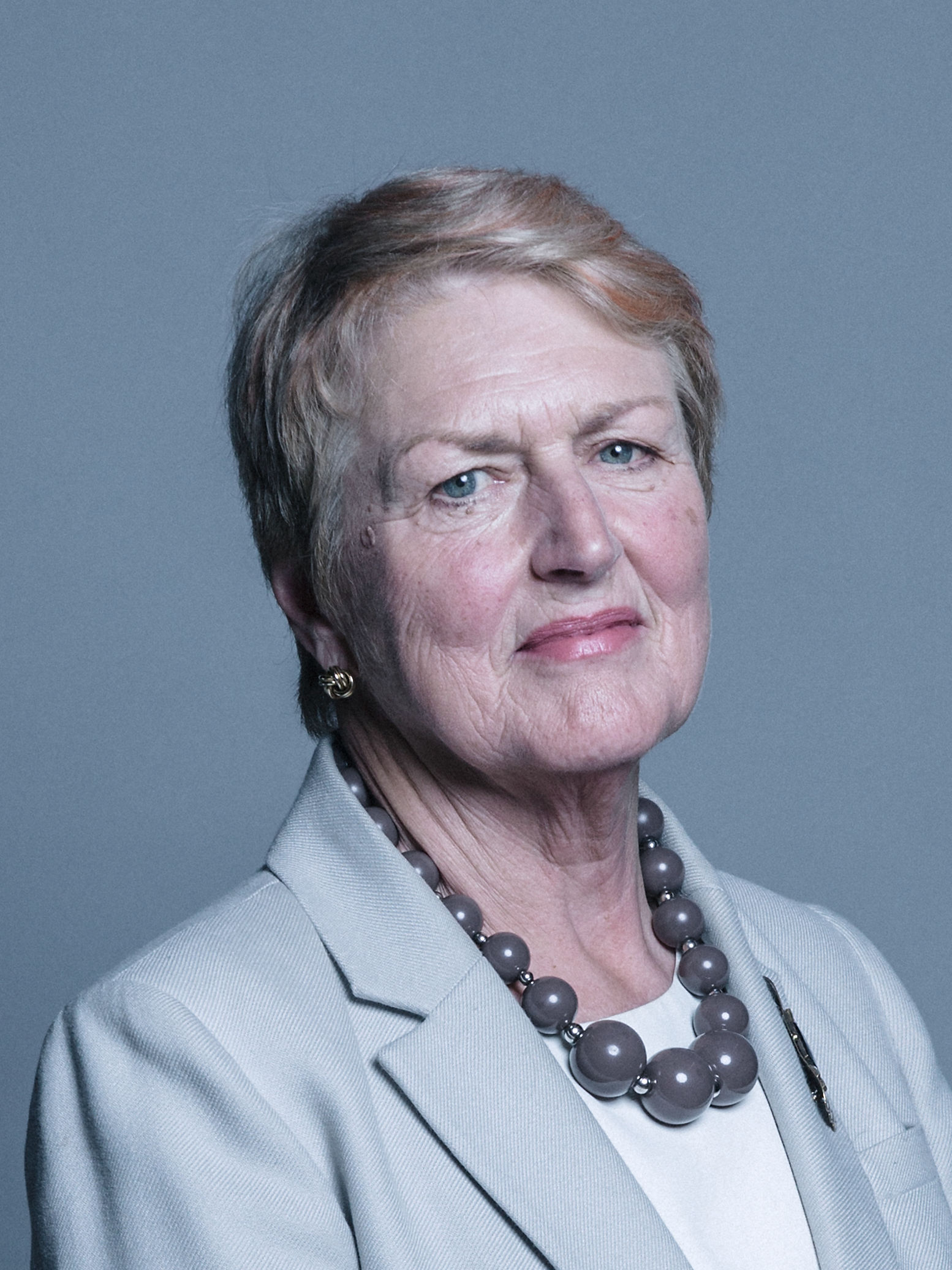
Barbara Young, Baroness Young of Old Scone

Barbara Scott Young, Baroness Young of Old Scone (* 8. April 1948 in Perth) ist eine britische Politikerin, (zeitweise fraktionslos, bis 2000 und ab 2015 Mitglied der Labour Party) und Life Peeress, die zuvor im Gesundheitswesen tätig war.

## Leben und Karriere
Young wurde im April 1948 in Perth geboren. Sie verbrachte ihre Kindheit in Schottland und besuchte die Perth Academy. Später studierte sie an der University of Edinburgh und der University of Strathclyde Klassische Altertumswissenschaft und Handel.
Von 1973 bis 1978 war sie Senior Administrator des Greater Glasgow Health Board und von 1978 bis 1979 Direktorin für Planung und Entwicklung des St Thomas' Health District. Young war von 1979 bis 1982 District General Administrator des NW District Kensington, Chelsea & Westminster AHA. Von 1982 bis 1985 war sie District Administrator von Haringey HA und von 1985 bis 1988 District General Manager von Paddington & North Kensington HA. Nachdem sie im Management des Gesundheitswesens des Glasgow Health Board tätig gewesen war, zog sie nach London.
Young war als District General Manager von Parkside HA von 1988 bis 1991 tätig. Von 1991 bis 1998 war sie Chief Executive von RSPB und dessen Vizepräsidentin (Vice-President) seit 2000. Von 1998 bis 2000 war sie Vorsitzende (Chairman) von English Nature.
Bei der Environment Agency war sie von 2000 bis 2008 Chief Executive. Von 2008 bis 2010 war sie Vorsitzende (Chair) des Care Quality Commission. Seit 2009 ist Young Mitglied des Climate Change Adaptation Committee.
Bei der BBC war sie von 1998 bis 2000 stellvertretende Vorsitzende (Vice-Chair) des Board of Governors.
Young war stellvertretende Vorsitzende (Vice Chairman) der BBC, Mitglied des Aufsichtsrates von AWG plc, einem großen britischen Wasserkonzern, Chief Executive der Royal Society for the Protection of Birds und einer Reihe von lokalen Gesundheitsbehörden, darunter die Parkside Health Authority. In 2010 wurde Young zur Kanzlerin der Cranfield University ernannt.
Sie ist außerdem Mitglied des Treuhandrates (Trustee) der Charity-Organisation Imperial Healthcare. Von 1985 bis 1988 war Young Mitglied des BBC General Advisory Council. Die war von 1987 bis 1988 Präsidentin des Institute of Health Services Management. Seit 1993 ist sie Schirmherrin des Institute of Ecological and Environment Management. Von 1994 bis 1996 gehörte sie dem Committee of Secretary of State for the Environment's Going for Green Initiative  und von 1995 bis 2000 dem UK Round Table on Sustainability an. Von 1995 bis 1997 war sie Mitglied der Commission on the Future of the Voluntary Sector und von 1996 bis 1997 beim Committee on the Public Understanding of Science.
Im November 2010 nahm sie ihre Tätigkeit bei Diabetes UK auf.

## Mitgliedschaft im House of Lords
Young wurde am 4. November 1997 zum Life Peer als Baroness Young of Old Scone, of Old Scone in Perth and Kinross erhoben.
Im House of Lords saß sie zunächst für die Labour Party, die sie 2000 verließ. Seitdem sitzt sie als Unabhängige (Non-Affiliated). Ihre Antrittsrede hielt sie am 4. Dezember 1997.
Als Themen von politischem Interesse nennt sie Umwelt, Gesundheit und soziale Fürsorge, Rundfunk, Gleichheit und Rechte.
Ihre Anwesenheit bei Sitzungstagen lag zunächst im mittleren Bereich und sackte dann stark ab. Im Zeitraum seit 2001 ist ihre Anwesenheit unregelmäßig.

## Ehrungen
Young wurde 2002 Ehrenmitglied der Linnean Society of London. Sie ist außerdem Trägerin mehrerer Ehrendoktortitel. 1995 wurde sie Doktor der Universität (Hon DUniv) der University of Stirling. Mit dem gleichen Titel wurde sie zwei Jahre später von der University of Hertfordshire geehrt. Die Cranfield University ehrte Young mit einem Doctor of Science (Hon DSc).
Sie trägt des Weiteren Ehrenabschlüsse der University of St Andrews, University of Aberdeen und der University of York (alle drei 2000), sowie von der Open University (2001) und der Anglia Ruskin University (2008). Bereits 1971 wurde sie Associate des Institute of Health Service Management.